# Oskar Hergt
Oskar Gustav Rudolf Hergt (Naumburg, 22 de octubre de 1869-Göttingen, 9 de mayo de 1967) fue un político nacionalista alemán, que sirvió simultáneamente como ministro de Justicia y Vicecanciller de Alemania del 28 de enero de 1927 al 12 de junio de 1928.

## Biografía
Hergt asistió al prestigioso Domgymnasium Naumburg antes estudiar leyes en Würzburg, Munich y Berlín. Trabajó como Gerichtsassessor en Sajonia, y también como juez en Liebenwerda. Hergt ocupó varios puestos relevantes en el Ministerio de Finanzas de Prusia entre 1904 y 1914. 
Miembro del Freikonservative Partei (FKP), que se disolvió después de la Primera Guerra Mundial, Hergt fue miembro fundador del nacionalista Partido Nacional del Pueblo Alemán (DNVP) y primer presidente de esta formación. Elegido por primera vez al Reichstag en 1920, fue visto como uno de los miembros más moderados del partido, y su apoyo al Plan Dawes en 1924 fue visto como una traición a la línea del partido y lo llevó a ser reemplazado por un conservador más duro, Kuno von Westarp. Como Vicecanciller de Alemania, Hergt era el político del DNVP más antiguo en el gobierno de coalición de Wilhelm Marx, pero después de perder la elección de liderazgo del DNVP en octubre de 1928 a manos de Alfred Hugenberg, se convirtió en una figura cada vez menos importante en el DNVP radicalizado. Después del ascenso al poder de Adolf Hitler, Hergt se retiró de la política.